# تاريخ مصر البطلمية

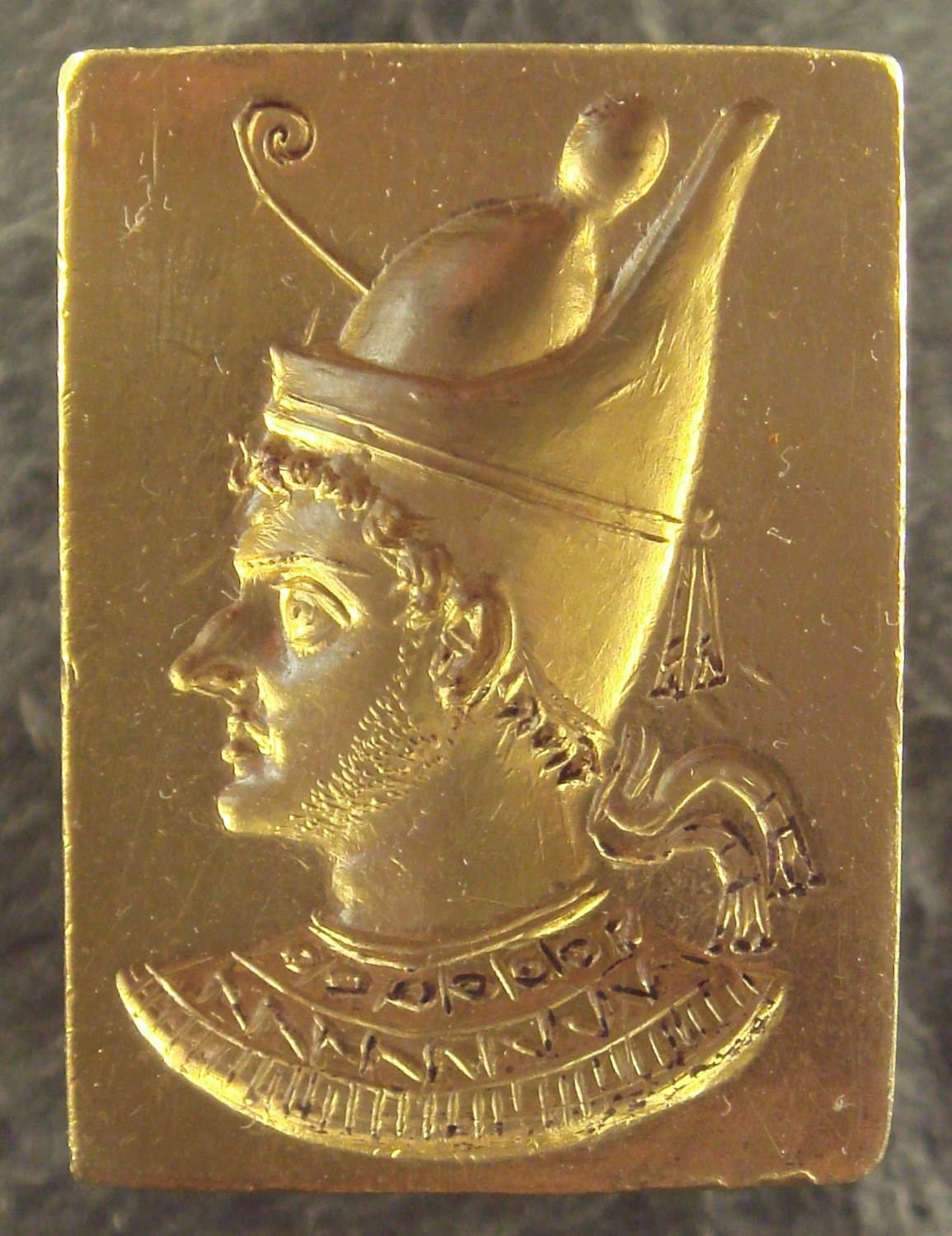
خاتم بطليموس السادس أحد ملوك البطالمة المحفوظ في متحف اللوفر.

عصر  مصر البطلمية  عندما أعلن بطليموس الأول نفسه فرعونًا على مصر في عام 305 ق.م.، وانتهى مع وفاة الملكة كليوباترا وتحوّل مصر إلى مقاطعة رومانية في عام 30 ق.م. كانت المملكة البطلمية دولة هلنستية قوية، تمتد من جنوب سوريا شرقًا إلى قورينائية غربًا وإلى الحدود مع النوبة جنوبًا. خلال عصر تلك الدولة، كانت الإسكندرية عاصمة ومركز للثقافة اليونانية، كما كانت مركزًا تجاريًا.
للحصول على اعتراف الشعب المصري كحكام، سمّى البطالمة أنفسهم خلفاء الفراعنة. ومع الوقت، انخرط البطالمة في التقاليد المصرية، فأصبحوا يصورون أنفسهم على المعالم الأثرية العامة على النمط المصري القديم وارتدوا اللباس المصري، وشاركوا في الحياة الدينية المصرية. واصلت الثقافة الهلنستية ازدهارها في مصر حتى بعد الفتح الإسلامي لمصر.
واجه البطالمة ثورات المصريين بسبب اعتبار المصريين للبطالمة بأنهم نظام غير مرغوب فيها. فقضى البطالمة عهدهم في مجموعة من الحروب الخارجية والأهلية التي أدت إلى سقوط مملكتهم وضمها من قبل روما.